# John Tolkin
John Tolkin (Chatham, Estados Unidos, 31 de julio de 2002) es un futbolista estadounidense. Juega de defensa y su equipo es el Holstein Kiel de la 2. Bundesliga.

## Trayectoria
Formado en las inferiores del New York Red Bulls, jugó en el segundo equipo, el New York Red Bulls II entre 2019 y 2021. Debutó en la USL el 10 de julio de 2019 ante el Bethlehem Steel.
Fue promovido al primer equipo de la Major League Soccer en 2020. Debutó el 8 de mayo de 2021 en la victoria por 2-0 sobre el Toronto FC.

## Selección nacional
Formó parte de la selección sub-17 de Estados Unidos que logró el segundo lugar en el Campeonato Sub-17 de la Concacaf de 2019.
Debutó en la selección de Estados Unidos el 28 de enero de 2023 ante Colombia por un encuentro amistoso.

## Estadísticas
Actualizado al último partido disputado el 17 de mayo de 2025.
| Club                                 | Div.          | Temporada     | Liga  | Liga  | Copas nacionales | Copas nacionales | Copas internacionales | Copas internacionales | Total | Total |
| Club                                 | Div.          | Temporada     | Part. | Goles | Part.            | Goles            | Part.                 | Goles                 | Part. | Goles |
| ------------------------------------ | ------------- | ------------- | ----- | ----- | ---------------- | ---------------- | --------------------- | --------------------- | ----- | ----- |
| New York Red Bulls II Estados Unidos | 2.ª           | 2019          | 13    | 0     | —                | —                | —                     | —                     | 13    | 0     |
| New York Red Bulls II Estados Unidos | 2.ª           | 2020          | 12    | 0     | —                | —                | —                     | —                     | 12    | 0     |
| New York Red Bulls II Estados Unidos | 2.ª           | 2021          | 1     | 0     | —                | —                | —                     | —                     | 1     | 0     |
| New York Red Bulls II Estados Unidos | Total club    | Total club    | 26    | 0     | 0                | 0                | 0                     | 0                     | 26    | 0     |
| New York Red Bulls Estados Unidos    | 1.ª           | 2020          | 0     | 0     | —                | —                | —                     | —                     | 0     | 0     |
| New York Red Bulls Estados Unidos    | 1.ª           | 2021          | 29    | 1     | —                | —                | —                     | —                     | 29    | 1     |
| New York Red Bulls Estados Unidos    | 1.ª           | 2022          | 32    | 1     | 5                | 1                | —                     | —                     | 37    | 2     |
| New York Red Bulls Estados Unidos    | 1.ª           | 2023          | 30    | 4     | 2                | 0                | 4                     | 0                     | 36    | 4     |
| New York Red Bulls Estados Unidos    | 1.ª           | 2024          | 33    | 2     | —                | —                | 0                     | 0                     | 33    | 2     |
| New York Red Bulls Estados Unidos    | Total club    | Total club    | 124   | 8     | 7                | 1                | 4                     | 0                     | 135   | 9     |
| Holstein Kiel · Alemania             | 1.ª           | 2024-25       | 11    | 0     | —                | —                | —                     | —                     | 11    | 0     |
| Holstein Kiel · Alemania             | Total club    | Total club    | 11    | 0     | 0                | 0                | 0                     | 0                     | 11    | 0     |
| Total carrera                        | Total carrera | Total carrera | 161   | 8     | 7                | 1                | 4                     | 0                     | 172   | 9     |